# District de Quang Trach
Quảng Trạch (Huyện Quảng Trạch) est un district de la province du Quảng Bình en Viêt Nam. 

## Présentation
Il est placé sous la juridiction de la province de Quảng Bình. Son chef-lieu est Ba Đồn.
La population du comté était de 199 659 habitants en 2003.